# Kyengege
Kyengege (auch Kyengenge) ist ein Verwaltungsbezirk (englisch Ward) des Distrikts Iramba in der tansanischen Region Singida.

## Geografie
Kyengege ist ein Bezirk im nördlichen Zentralteil von Tansania etwa 50 Kilometer Luftlinie nordwestlich der Regionshauptstadt Singida. Der Bezirk grenzt im Norden an Kinampanda, im Osten an Maluga, im Süden an Mbelekese und Ndago und im Westen an Mukulu und Ulemo. Bei der Volkszählung 2022 lebten 11.305 Menschen in 2218 Haushalten auf einer Fläche von 132 Quadratkilometern.

## Bevölkerungswachstum
| Volkszählung | Einwohner |
| ------------ | --------- |
| 2002         | 7.997     |
| 2012         | 7.845     |
| 2022         | 11.305    |

## Gliederung
Der Bezirk besteht aus drei Gemeinden (swahili Mtaa) mit elf Orten (Kitongoji):
| Kyengege - Ndua - Mgalilwa - Magati - Jengelangulu | Mugundu - Tyandu - Lyungilo - Sokoine | Makunda - Monele A - Monele B - Ulyang’ombe - Itunda |

## Infrastruktur
- Bildung: Die Kyengege Secondary School ist eine staatliche weiterführende Schule, die rund 300 Mädchen und Burschen bis zur 4. Stufe ausbildet.[9]
- Gesundheit: Im Bezirk befinden sich ein staatliches Gesundheitszentrum,[10] eine private und eine staatliche Apotheke.[11][12]
- Verkehr: Durch Kyengege verläuft die asphaltierte Nationalstraße T3, die Singida mit Tabora verbindet.[13]